# トヨタ・C型エンジン (3代目)
トヨタ・C型エンジン（トヨタ・Cがたエンジン）は、トヨタ自動車の水冷直列4気筒ディーゼルエンジンの系列である。

## 概要
- 生産期間
  - 1981年12月 - 2004年8月（国内向け）

同社の小型車クラスの乗用・商用車向けに開発された小型・軽量設計のディーゼルエンジン。1982年1月登場の7代目コロナに先行搭載された。

## 系譜
- エンジン型式一覧の自動車用エンジンの系譜を参照。

## 型式

### 1C
- 種類：SOHC 8バルブ
- 排気量：1,839cc
- 内径×行程：83.0×85.0(mm)
- 圧縮比：23.0
- 参考出力：48kW(65ps)/4,500rpm
- 参考トルク：112N・m(11.5kg・m)/3,000rpm
- 搭載車種（車両型式）
  - （初）7代目コロナ1800ディーゼル
  - 3代目カリーナ1800ディーゼル
  - 4代目カローラ/スプリンター1800ディーゼル（バンを含む）

### 1C-L (1C)
- 種類：SOHC 8バルブ 横置きエンジン
- 排気量：1,839cc
- 内径×行程：83.0×85.0(mm)
- 圧縮比：23.0
- 参考出力：49kW(67ps)/4,700rpm
- 参考トルク：123N・m(12.5kg・m)/3,000rpm
- 搭載車種（車両型式）
  - （初）5代目カローラ/スプリンター1800ディーゼル
  - 初代カローラFX(CE80)
  - 6代目カローラ/スプリンター1800ディーゼル

### 1C-TL
- 種類：SOHC 8バルブ ターボ 横置きエンジン
- 排気量：1,839cc
- 内径×行程：83.0×85.0(mm)
- 参考出力：54kW(73PS)/4,500rpm
- 参考トルク：145Nm(14.8kg-m)/2,600rpm
- 搭載車種（車両型式）
  - （初）2代目カムリ/初代ビスタ1800ディーゼルターボ

### 2C
- 種類：SOHC 8バルブ
- 排気量：1,974cc
- 内径×行程：86.0×85.0(mm)
- 圧縮比：23.0
- 参考出力：54kW(73ps)/4,700rpm
- 参考トルク：132N・m(13.5kg・m)/3,000rpm
- 搭載車種（車両型式）
  - 2代目タウンエース/マスターエースサーフ（CR21G）
  - 3代目トヨタ・ライトエーストラック（CM30,CM60,CM65)

### 2C-T
- 種類：SOHC 8バルブ ターボ
- 排気量：1,974cc
- 内径×行程：86.0×85.0(mm)
- 圧縮比：23.0
- 参考出力：63kW(85ps)/4,500rpm
- 参考トルク：172.6N・m(17.6kg・m)/2,600rpm
- 搭載車種（車両型式）
  - 2代目タウンエース/マスターエースサーフ（CR21G/28G/30G）
  - 3代目ライトエース（CM30G/40G/CR21G/28G/30G/37G）

### 2C-L (2C)
- 種類：SOHC 8バルブ 横置きエンジン
- 排気量：1,974cc
- 内径×行程：86.0×85.0(mm)
- 圧縮比：23.0
- 参考出力：54kW(73ps)/4,700rpm
- 参考トルク：132N・m(13.5kg・m)/2,800rpm
- 搭載車種（車両型式）
  - （初）8代目コロナ2000ディーゼル
  - 9代目コロナ2000ディーゼル
  - 5代目カリーナ2000ディーゼル
  - 6代目カローラ/スプリンター2000ディーゼル4WD
  - 7代目カローラ/スプリンター2000ディーゼル
  - 10代目コロナ2000ディーゼル
  - 6代目カリーナ2000ディーゼル
  - 初代カルディナ2000ディーゼル
  - 8代目カローラ/スプリンター2000ディーゼル
  - 7代目カリーナ2000ディーゼル

### 2C-TL (2C-T)
- 種類：SOHC 8バルブ ターボ 横置きエンジン
- 排気量：1,974cc
- 内径×行程：86.0×85.0(mm)
- 圧縮比：23.0
- 参考出力：65kW(88ps)/4,000rpm
- 参考トルク：177N・m(18.0kg・m)/2,200rpm
- 搭載車種（車両型式）
  - （初）2代目カムリ/初代ビスタ2000ディーゼルターボ
  - 3代目カムリ/2代目ビスタ2000ディーゼルターボ
  - 4代目カムリ/3代目ビスタ2000ディーゼルターボ
  - 初代カルディナ2000ディーゼルターボ
  - 11代目コロナプレミオ・7代目カリーナ（CT210/215）

### 3C-T (LASRE 3C DIESEL TURBO)
- 種類 SOHC 8バルブ ターボ
- シリンダー数および配置：直列4気筒・縦置き
- 燃焼室形状：渦流室
- 弁機構：OHCベルト駆動
- 排気量：2,184cc
- 内径×行程：86.0×94.0(mm)
- 圧縮比：(1)～(3)22.0　(4)22.6
- 最高出力：(1)65kW(88ps)/4,000rpm　(2)67kW(91ps)/4,000rpm　(3)74kW(100ps)/4,200rpm(インタークーラー付)　(4)67kW(91ps)/4,000rpm〔ネット値〕
- 最大トルク：(1)188.3N・m(19.2kg・m)/1,800rpm　(2)188.3N・m(19.2kg・m)/2,200rpm　(3)216N・m(22.0kg・m)/2,600rpm(インタークーラー付)　(4)192.2N・m(19.6kg・m)/2,200rpm〔ネット値〕
- 搭載車種（車両型式）
  - 2代目タウンエース/ライトエース（CR22G/29G/31G/38G）
  - エスティマエミーナ/ルシーダ（CXR10G/11G/20G/21G）
  - 5代目カムリ/4代目ビスタ2200ディーゼルターボ（CV40）

### 3C-E
- 種類：SOHC 8バルブ EFI
- 排気量：2,184cc
- 内径×行程：86.0×94.0(mm)
- 圧縮比：23.0
- 参考出力：58kW(79ps)/4,400rpm
- 参考トルク：147N・m(15.0kg・m)/2,400rpm
- 搭載車種（車両型式）
  - 7代目カローラ（ワゴン・バン）/スプリンター（ビジネスワゴン・バン）ディーゼル（CE101/105G・CE101/105V）※1998年4月以降のモデルから
  - 8代目カローラ（セダン）/スプリンター（セダン）ディーゼル（CE111/115）※1998年4月以降のモデルから
  - 9代目カローラ（セダン・ フィールダー）ディーゼル（CE120・CE120G）※2000年8月～2004年4月まで。2WD専用
  - 3代目タウンエース/5代目ライトエース（バン・トラック）ディーゼル（CR42/52V・CM72/82）※1999年6月～2004年8月まで

### 3C-TE
- 種類
  - SOHC 8バルブ EFI ターボ
- 排気量：2,184cc
- 内径×行程：86.0×94.0(mm)
- 圧縮比：22.6
- 参考出力：(1)69kW(94ps)/4,000rpm　(2)69kW(94ps)/4,000rpm(インタークーラー付)　(3)74kW(105ps)/4,200rpm(インタークーラー付)
- 参考トルク：(1)205.9N・m(21.0kg・m)/2,200rpm　(2)211N・m(21.5kg・m)/2,000rpm(インタークーラー付)　(3)226N・m(23.0kg・m)/2,600rpm(インタークーラー付)
- 搭載車種（車両型式）
  - 2代目カルディナ2200ディーゼルターボ（CT216G）
  - エスティマエミーナ・ルシーダ（CXR10G/11G/20G/21G）
  - 11代目コロナプレミオ・7代目カリーナ（CT211/216）
  - タウンエースノア/ライトエースノア（CR40G/41G/50G/51G）
  - 初代イプサム/ガイア（CXM10G）